# Sainte-Marthe (Eure)
Sainte-Marthe ist eine französische Gemeinde mit 491 Einwohnern (Stand: 1. Januar 2022) im Département Eure in der Region Normandie. Sie gehört zum Arrondissement Évreux, zum Kanton Conches-en-Ouche und zum Gemeindeverband Pays de Conches.

## Geografie
Sainte-Marthe liegt etwa 20 Kilometer westsüdwestlich von Évreux. Umgeben wird Sainte-Marthe von den Nachbargemeinden Collandres-Quincarnon im Norden, Louversey im Nordosten, Conches-en-Ouche im Osten, Beaubray im Südosten, Sainte-Marguerite-de-l’Autel im Süden, Le Fidelaire im Südwesten und Westen sowie Sébécourt im Westen.

## Bevölkerungsentwicklung
| Jahr                       | 1962 | 1968 | 1975 | 1982 | 1990 | 1999 | 2006 | 2019 |
| Einwohner                  | 309  | 261  | 235  | 293  | 377  | 425  | 469  | 495  |
| Quellen: Cassini und INSEE |      |      |      |      |      |      |      |      |

## Sehenswürdigkeiten
- Herrenhaus Pommereuil, Monument historique